# جون ميتشيل جونيور
جون ميتشيل جونيور (بالإنجليزية: John Mitchell, Jr.)‏ هو محرر وصحفي أمريكي، ولد في 11 يوليو 1863 في ريتشموند في الولايات المتحدة، وتوفي بنفس المكان في 3 ديسمبر 1929.